# Melaleuca dempta
Melaleuca dempta är en myrtenväxtart som först beskrevs av Bryan Alwyn Barlow, och fick sitt nu gällande namn av Lyndley Alan Craven. Melaleuca dempta ingår i släktet Melaleuca och familjen myrtenväxter. Inga underarter finns listade i Catalogue of Life.